# Günther Reul
Günther (Peter Josef) Reul  (* 13. März 1910 in Herbesthal; † 25. März 1985 in Gelsenkirchen) war ein Künstler, der vorwiegend als Kirchenmaler tätig war und insbesondere im Ruhrgebiet zahlreiche Kirchenfenster und Wandbilder schuf.

## Leben
Günther Reul wurde am 13. März 1910 als ältestes von sechs Kindern des Kirchenmalers Hubert Wilhelm Josef Reul und der Putzmacherin Helene Johanna geb. Spiller aus Gelsenkirchen in Herbesthal (ab 1920 belgisch) geboren.
Während des Ersten Weltkriegs wurde die Familie vorübergehend nach Gelsenkirchen evakuiert. Nachdem Günther Reul ab 1916 die Schule in Eupen, dann in Herzogenrath besucht hatte, begann er 1924 eine Lehre im väterlichen Betrieb. Bis 1930 absolvierte Günther Reul ein Studium an der Folkwangschule für Gestaltung in Essen, u. a. bei Professor Karl Kriete. Parallel dazu arbeitete er ebenso wie sein Bruder Heribert in der Werkstatt des Vaters.
Vom Militärdienst wurde Günther Reul wegen einer Armverletzung befreit; ab Juni 1943 war er bei der Gemeindeverwaltung in (Herzogenrath-)Merkstein bei Aachen tätig.
Nach Kriegsende ließ er sich als selbstständiger Kirchenmaler in Gelsenkirchen nieder, wo er 1947 die Groß- und Einzelhandelskauffrau Maria Wagner heiratete, mit der er drei Kinder hatte.
Am 25. März 1985 starb Günther Reul in Gelsenkirchen.

## Werk
Günther Reul entwarf zahlreiche Kirchenfenster, Wandbilder, Mosaiken und Kreuzwegstationen im Ruhrgebiet und am Niederrhein, darüber hinaus in Belgien, Frankreich, Großbritannien und auf den Philippinen. Unter anderem finden sich Werke von ihm in folgenden Kirchen:
- Bottrop, Kath. Kirche St. Michael
- Bottrop-Grafenwald, Kath. Kirche Heilige Familie
- Dortmund, Kath. Kirche St. Albertus Magnus
- Dortmund, Kath. Kirche St. Antonius von Padua (1959)
- Dortmund, Kath. Kirche St. Aposteln
- Duisburg-Huckingen, Kath. Kirche St. Peter und Paul
- Gelsenkirchen-Bismarck-Ost, Kath. Kirche Hl. Dreifaltigkeit (1951)
- Gelsenkirchen-Bulmke, Kath. Kirche Heilige Familie
- Gelsenkirchen-Erle, evangelische Kirchengemeinde Buer-Erle
- Gelsenkirchen-Horst, St. Josef-Hospital
- Gelsenkirchen-Hüllen, Herz-Jesu-Kirche
- Gelsenkirchen-Ückendorf, Kath. Kirche St. Josef (1957)
- Herzogenrath, Marienkirche (1953)
- Mülheim an der Ruhr, Christ-König-Kirche (1956)
- Mülheim an der Ruhr-Dümpten, St. Barbara
- Mülheim an der Ruhr-Speldorf, Kath. Kirche St. Michael
- Oberhausen, Kath. Kirche St. Michael
- Oberhausen-Buschhausen, Evang. Lutherkirche
- Oberhausen-Osterfeld, St. Marien-Hospital
- Oberhausen-Osterfeld-Rothebusch, Kath. Kirche St. Marien
- Oberhausen-Styrum, Helios St. Elisabeth Klinik Oberhausen
- Recklinghausen, St. Joseph-Pfarrkirche
- Schaephuysen, St. Hubertus-Kirche (1959)